# 中田章
中田 章（なかだ あきら、1886年（明治19年）7月8日 - 1931年（昭和6年）11月27日）は日本の作曲家、オルガニスト 、教育者。代表曲は「早春賦」であり、「日本の歌百選」に選ばれている。東京音楽学校（現在の東京芸術大学）教授。
東京都出身で高嶺秀夫の奨めによって東京音楽学校に進み、甲種師範科および研究科卒業。東京音楽学校教授として音楽理論、オルガンを教えた。
また、大韓帝国皇太子に唱歌を教授する。1929年、大礼記念章を受章。父は旧会津藩士。妻は奥村土牛の従姉で、作曲家の中田一次は次男、中田喜直は三男。会津会会員。

## 主な作品
- 歌曲
  - 早春賦（作詞：吉丸一昌）
  - 蛍狩（作詞：吉丸一昌）

- 校歌
  - 本宮市立本宮小学校校歌
  - 宿毛市立宿毛小学校校歌(作詞 : 芳賀矢一)
  - 函館市立弥生小学校校歌(作詞 : 吉丸一昌 )
  - 福井高等工業学校校歌(作詞 : 高野辰三)
  - 山形県立山形東高等学校校歌(作詞 : 土井晩翠 )
  - 群馬県立前橋高等学校校歌(作詞 : 平井晩村 )
  - 福島県立福島高等学校校歌(作詞 : 土井晩翠 )
  - 東京都立園芸高等学校校歌(作詞 : 土井晩翠 )
  - 東京都立墨田工科高等学校校歌(作詞 : 本荘秀彦)
  - 中央大学旧校歌(作詞 : 宮脇信介)
  - 大分県立日田林工高等学校校歌(作詞 : 佐藤佐吉)
  - 横浜高等工業学校校歌(作詞 : 土井晩翠 ) [3]

- その他
  - 大阪市歌 （作詞：堀沢周安）
  - 勅諡立正大師奉讃歌　(作詞：山上ゝ泉)

- 編曲
  - 雨に濡れて

## 著作
- 『オルガン教科書』共益商社書店1920年 NCID BA50406565
- 中田章・島田英雄 共編 『中等唱歌教科書. 第1巻』（4版）共益商社書店、1921年4月。
- 中田章・島田英雄 共編 『中等唱歌教科書. 第2巻』（5版）共益商社書店、1921年6月。
- 中田章・島田英雄 共編 『中等唱歌教科書. 第3巻』（4版）共益商社書店、1921年4月。
- 『女聲合唱教科書』十字屋楽器店1923年 NCID BB09400483
- 『和声学問題集』 共益商社書店1924年
- 楠美恩三郎・中田章『教範マーチ、アルバム』 中文館書店 1926年
- 『基本和声学 前編』 共益商社書店 1927年
- 『新編音程教科書:全』共益商社書店1930年 NCID BA50410835